# Henk Keilman
Henk Keilman (1953) is een Nederlandse ondernemer. 

## Zakelijke activiteiten
Tijdens een verblijf in India na zijn schooljaren besloot Keilman ondernemer te worden. In 1985 begint hij samen met een partner het bedrijf Computer Express dat snel groeit maar uiteindelijk na drie jaar failliet wordt verklaard. Nadien start hij in 1986 Holland Trust, dit bedrijf verleent financiële en administratieve diensten aan multinationals. Hiermee wordt Keilman miljonair; dankzij een provisie verdient hij een miljoen gulden.
In de jaren negentig richt hij de investeringsmaatschappij RIG Investments op. In 1998 verkoopt hij het Amerikaanse telecombedrijf MTC. Hiermee verdient hij 200 miljoen euro. 
Daarnaast is Keilman bestuurder van DIR Management BV, een bedrijf met 61 deelnemingen.
Henk heeft meer dan 30 jaar ervaring als ondernemer, durfkapitaalverstrekker en eigenaar-investeerder in diverse branches. Hij heeft meerdere bedrijven opgezet en met winst verkocht, inclusief twee bedrijven die genoteerd stonden aan de AIM in Londen en de Beurs van Oslo. Opvallende, succesvolle investeringen deed hij o.a. in bedrijven NetSource Europe en 2WayTraffic.
Keilman heeft geïnvesteerd in meer dan twintig bedrijven op het gebied van entertainment, media, communicatie, technologie en hernieuwbare energie.
Op 5 oktober 2012 werd RIG Investments failliet verklaard. Dezelfde maand, op 16 oktober, werd ook AMJ Jamie BV failliet verklaard. Op 18 februari 2014 werd Dragon's D Holding BV failliet verklaard, op 18 maart dat jaar Intowuzz BV en op 24 mei, op verzoek van de fiscus, ook de holding van Keilman, Acintya B.V. Op 10 juli 2015 wordt Keilman als privépersoon failliet verklaard. De schulden in het faillissement van Henk Keilman bedragen circa 78 miljoen Euro.
De curator van AMJ Jamie BV schrijft op 6 oktober 2015 in zijn faillissementsverslag dat de bezittingen op de balans van de vennootschap niet te gelde kunnen worden gemaakt en hij gaat de rechter commissaris voorstellen het faillissement op te heffen bij gebrek aan baten. Het laatste faillissements verslag inzake RIG Investments B.V. dateert van 10 december 2024. Geldgebrek verhindert verdere activiteiten van de curator.

## Andere activiteiten
Al sinds 2006 is Henk activist voor efficiënte energie. Hij is zeer actief in het promoten van de Groene Revolutie ten behoeve van hernieuwbare energie, duurzame voedselproductie en sociale hervormingen om de impact van de klimaatverandering terug te dringen.
Keilman was in 2007 en 2008 te zien in het KRO-televisieprogramma Dragons' Den, samen met enkele andere "dragons". Doel van het programma is dat mensen met een bepaald idee of concept één of meerdere dragons overtuigen om in hun plan te investeren. In ruil daarvoor bieden zij bijvoorbeeld een bepaald percentage aan aandelen in hun bedrijf.
Naast zijn activiteiten als investeerder, is Keilman actief als columnist, spreker en auteur. In 2009 was hij initiatiefnemer van de website "Stop de Crisis" en schreef een boek over oorzaken en oplossingen voor de kredietcrisis: Crisis, Hoezo Crisis?.
Hij is tevens voorzitter van het bestuur van de Nederlandse Vegetariërsbond.
Henk Keilman was van 1982 tot 1984 ook voorzitter en zakelijk leider van de Stichting ISKCON, de Hare Krishna-beweging in Nederland.